# Puig Castellar (Fogars de la Selva)
El Puig Castellar és una muntanya de 254 metres que es troba al municipi de Fogars de la Selva, a la comarca de la Selva.